# ドイツ・マルクス・レーニン主義党
ドイツ・マルクス・レーニン主義党（ドイツ語:Marxistisch-Leninistische Partei Deutschlands MLPD）は、反修正主義、毛沢東主義を掲げるドイツのマルクス・レーニン主義政党である。

## 概要
1982年結党。
1980年代より、連邦議会選挙には毎回でないが政党登録している。議席を獲得できるだけの票は今まで一度も得られていないが、ドイツ共産党（DKP）や、トロツキスト政党の社会主義平等党（PSG）より多い票を得ており、直近の2013年連邦議会選挙では24,219票（得票率0.1％）を得た（詳細）。